# Chaos Reigns
 (mai 2017).
Si vous disposez d'ouvrages ou d'articles de référence ou si vous connaissez des sites web de qualité traitant du thème abordé ici, merci de compléter l'article en donnant les références utiles à sa vérifiabilité et en les liant à la section « Notes et références ».
Chaos Reigns est un site web français de critique cinéma fondé en 2013 par le journaliste Romain Le Vern. Le nom du site est une référence à une phrase prononcée par un renard dans Antichrist de Lars von Trier, devenue un mème.
Fonctionnant comme un blog cinéma à but non commercial, Chaos Reigns rassemble des chroniqueurs réguliers et des contributions ponctuelles de journalistes issus de différents titres de presse, parmi lesquels Thomas Baurez (Studio Ciné Live), Gérard Delorme et Stéphanie Lamome (Première), Vincent Malausa (Cahiers du Cinéma), Philippe Rouyer (Positif) et Eric Vernay (Les Inrocks). Plusieurs personnalités invitées interviennent également dans les pages du site : Bertrand Mandico, Pacôme Thiellement, ou Yann Gonzalez.
En juillet 2018, par soutien le site ferme ses portes temporairement après que le webzine culturel bénévole aVoir-aLire.com a été condamné, pour l'utilisation d'une photo en illustration d'une critique du film À bout de souffle, à payer la somme de 11 000 euros au photographe de plateau Raymond Cauchetier,. Le site rouvre ses portes en août 2018 avec une nouvelle adresse internet.